# Томпа
Томпа (мађ. Tompa) је град у Мађарској, јужном делу државе. Село управо припада Кишкункалашком срезу Бач-Кишкунске жупаније, са седиштем у Кечкемету.
Код Томпе се налази истоимени гранични прелаз, који се налази насупрот српском граничном прелазу „Келебија“.

## Природне одлике
Насеље Томпа налази у јужном делу Мађарске, близу државну границе са Србијом. Од престонице Будимпеште град је удаљен око 180 километара јужно.
Историјски гледано, село припада крајње северном делу Бачке, који је остало у оквирима Мађарске (тзв. „Бајски троугао”). Подручје око насеља је равничарско (Панонска низија), приближне надморске висине око 130 m. Око насеља се пружа Телечка пешчара.

## Становништво
Према подацима из 2013. године Томпа је имала 4.423 становника. Последњих година број становника опада.
Претежно становништво у насељу су Мађари римокатоличке вероисповести.